# Lager Elektro-Mühle
Lager Elektro-Mühle (także: Frauenlager Posen-Ost) – niemiecki nazistowski kobiecy obóz pracy dla Żydówek, działający od września 1941 do 5 października 1943, a zlokalizowany w Poznaniu przy ul. Gnieźnieńskiej 47.

## Historia
Obóz zajmował budynek dawnego młyna Leonarda Paetzena, należącego później do rodziny Borysów, nazywanego starym młynem. Stał on bezpośrednio nad rzeką Główną. Więźniarki zostały do obozu przywiezione z getta łódzkiego, a przeważały wśród nich Żydówki polskie. Część z nich najpierw osadzono w obozie w Antoninku, a później inne oddelegowano na powrót do Antoninka. Przybyła jeszcze później grupa Żydówek austriackich i niemieckich, pierwotnie umieszczonych w Łodzi. Ogółem w obozie na Głównej przebywało około 300 osób.
Obóz zajmował powierzchnię 0,5 hektara. Więźniarki mieszkały w trójkondygnacyjnym budynku młyna. Spały na piętrowych pryczach, w trzech pomieszczeniach. Dawny dom młynarza zajmował komendant obozu. Był tam też podręczny magazyn żywnościowy, mieszkanie żydowskiego lekarza i lokale nadzorców. W oddzielnych zabudowaniach pomieszczono kuchnię, pralnię i magazyn. Niemcy polecili też dobudowanie odwszalni i umywalni. W dawnej stodole (150 metrów od młyna) zlokalizowany był magazyn żywności dla więźniarek. Trzymana tam żywność gniła i w takiej formie stanowiła pożywienie Żydówek. Sytuacja higieniczna w obozie była katastrofalna. Brakowało podstawowych środków higieny, mnożyły się insekty, a żydowski lekarz nie dysponował praktycznie żadnymi lekami, gdyż tych Żydom z reguły nie przydzielano. Przysługiwało zaledwie 100 g mydła miesięcznie na osobę. Panował głód. Podstawą wyżywienia była zupa z brukwi, obierzyn ziemniaczanych, zgniłych jarzyn i koniny. Rano więźniarki otrzymywały kawę z żołędzi i skibkę chleba, rzadko z marmoladą. Okoliczni polscy mieszkańcy nieśli pomoc Żydom, dostarczając warzywa i czystą wodę. W kwietniu 1943 rozpoczęła się epidemia tyfusu, na który zachorowało 41 kobiet, a trzy zmarły (ciała spalono w krematorium Collegium Anatomicum).
Komendantem obozu był Paul Kriehm, który wcześniej kierował obozem dla Żydów na terenach MTP. Żydówki posiadały samorząd obozowy, któremu przewodniczyła więźniarka o imieniu Bela.
Heinrich Himmler wydał 9 sierpnia 1943 rozkaz o rozwiązaniu obozów pracy w Kraju Warty. Pierwszy transport z młyna odszedł 28 sierpnia 1943. 5 października 1943 obóz ostatecznie zlikwidowano, a ostatnie 148 więźniarek pojechało do obozu koncentracyjnego w Auschwitz.
Pozostałością istnienia obozu są podstawowe prace melioracyjne i budowlane przy tworzeniu cmentarza miłostowskiego w Poznaniu.